# William Francis Ross Hardie
William Francis Ross Hardie, genannt Frank Hardie (* 25. April 1902 in Edinburgh; † 30. September 1990 in Oxford), war ein britischer Altphilologe und Philosophiehistoriker.

## Leben
Hardie war der ältere Sohn des Altphilologen und Professor of Humanity (Latein) an der Universität Edinburgh William Ross Hardie (1862–1916). Colin Graham Hardie (1906–1998) war sein jüngerer Bruder.
Frank Hardie besuchte die Edinburgh Academy und studierte dann am Balliol College, Oxford. Dort gewann er alle bedeutenden Preise für undergraduate students in Klassischer Philologie und Philosophie. Sowohl in classical moderations (1922) als auch in literae humaniores (1924) schloss er mit first class honours ab. Er war darauf ein Jahr lang Fellow am Magdalen College, Oxford, und wurde 1926 zum tutorial fellow am Corpus Christi College ernannt. In dieser Funktion blieb er dort bis 1950, unterbrochen lediglich durch den Kriegsdienst im Treasury (1940–1945). Von 1950 bis 1969 war er Präsident des Corpus Christi College und 1962 Vorsitzender des Komitees, welches das Oxforder Zulassungssystem liberalisierte.
1938 heiratete er Isobel St Maur Macaulay, die dritte von sechs Töchtern des Theologen Revd Professor Alexander Beith Macaulay. Sie hatten zwei Söhne, von denen einer vor ihm starb.

## Forschungsschwerpunkte
Hardie arbeitete zur antiken Philosophie, insbesondere zu Platon und Aristoteles. Sein Buch zur Ethik des Aristoteles wird auch heute noch rezipiert. Auf ihn soll auch der Begriff psephology zurückgehen, den er seinem Freund Ronald Buchanan McCallum vorschlug, als dieser nach einem Wort für das Studium von Wahlen suchte. Als Tutor in Philosophie beeinflusste Hardie die neue ordinary language school of philosophy, die sich in den 1950er Jahren in Oxford bildete.

## Schriften (Auswahl)
- A Study in Plato. Oxford 1936; Nachdruck Bristol 1993.
- My own free will. In: Philosophy 32, 1957, S. 21–38.
- Aristotle and the Freewill Problem. In: The Journal of the Royal Institute of Philosophy 43, 1968, S. 274–278.
- Aristotle’s Ethical Theory. Oxford 1968, zweite Auflage 1980.
- Willing and Acting. In: The Philosophical Quarterly 21, 1971, S. 193–206.